# Harper's Bazaar
Harper’s Bazaar es una revista de moda fundada en 1867 en Estados Unidos como Harper's Bazar, por Mary Louise Booth. Las páginas de la revista han contado con importantes colaboraciones como son Carmel Snow, Carrie Donovan, Liz Tilberis y fotógrafos como Man Ray, Irving Penn, Richard Avedon, Milton H. Greene, Hiro, Inez Van Lamsweerde y Patrick Demarchelier. Inicialmente, fue publicada semanalmente hasta 1901, momento en el que se convirtió en mensual. Hearst Corporation, el propietario actual, adquirió la revista en 1912.

## Historia
Harper & Brothers fundaron la revista. Esta empresa también dio a luz a la revista Harper y HarperCollins Publishing. Cuando comenzó a publicarse fue una revista semanal que atendía a mujeres de las clases media y alta en la que se exhibía la moda de Alemania y París en un formato de periódico. No fue sino hasta 1901 que Harper's Bazaar se convirtió en una revista publicada mensualmente, formato que mantiene en la actualidad. Actualmente está dirigida por Hearst Communications en Estados Unidos y The National Magazine en Reino Unido, compañía que compró la revista en 1913.
Glenda Bailey es la actual redactora jefe de la edición de Estados Unidos.

## Redactores jefe de Estados Unidos
- Mary Louise Booth (1867–1889)
- Margaret Sangster (1889–1899)
- Elizabeth Jordan (1900–1913)
- William Martin Johnson (1913–1914)
- Hartford Powell (1914–1916)
- John Chapman Hilder (1916–1920)
- Henry Blackman Sell (1920–1926)
- Charles Hanson Towne (1926–1929)
- Arthur H. Samuels (1929–1934)
- Carmel Snow (1934–1957)
- Nancy White (1957–1971)
- James Brady (1971–1972)
- Anthony Mazzola (1972–1992)
- Liz Tilberis (1992–1999)
- Katherine Betts (1999–2001)
- Glenda Bailey (2001–presente)

## Edición del Reino Unido
En noviembre de 1970, Hearst Corporation Harper's Bazaar United Kingdom (fundada en 1929) y la revista Queen (que databa de 1862) se fusionaron para formar Harpers & Queen. La revista fue concebida para centrarse en la "alta sociedad" inglesa y la vida de la aristocracia británica, aunque, de hecho, sus rasgos eran de amplio alcance y a menudo muy originales. Cinco años después se transformó en Harper's Bazaar. La revista ha ganado varios premios y su actual redactora jefe es Justine Picardie.
Redactoras jefe
- Lucy Yeomans (2000-2012)
- Jennifer Dickinson (2012)
- Justine Picardie (2013–presente)

## Edición de Australia
La primera edición australiana se publicó en marzo de 1998 con Nicole Kidman en portada. Desde el año 2009, la ganadora del Australia's Next Top Model (programa de televisión australiano) ha aparecido en la portada de la revista y en artículos especiales. Esta iniciativa ha lanzado la carrera de modelos como Tahnee Atkinson, Amanda Ware, Montana Cox y Melissa Juratowitch. La actual redactora jefe es Kellie Hush, quien lleva en el cargo desde noviembre de 2012.
Redactoras jefe
- Karin Upton Baker (1998-2001)
- Alison Veness-McGourty (2001-2008)
- Jamie Huckbody (2008-2009)
- Edwina McCann (2009-2012)
- Kellie Hush (2012–presente)

## Edición de India
Es la edición internacional de la revista número 29. La revista es una publicación de Lifestyle Group, India Today, socio de publicación de Hearst Magazines International, que también publica dos revistas de Hearst en la India: Cosmopolitan y Good Housekeeping. La publicación tiene su sede en Nueva Delhi, con un equipo de moda y belleza en Bombay.
La primera edición se publicó en marzo de 2009. En la portada aparecía la actriz, modelo y diseñadora Kareena Kapoor. Se trató de una edición de coleccionista con elementos cristalizados de Swarovski en la cubierta.
La editora de lanzamiento fue Sujata Assomull Sippy, pero dejó la revista después de trabajar en la edición de abril de 2012. La directora actual, Nishat Fátima, fue nombrada en diciembre de 2012.

## Edición de Vietnam
Lanzada por primera vez el 27 de junio de 2011, la versión vietnamita de Harper's Bazaar se llama Phong cách Harper's Bazaar como resultado de la fusión Harper's Bazaar y la revista local Phong cách. Trương Ngọc Ánh fue la primera modelo en aparecer en la portada. Desde 2012, debido al gran éxito obtenido, lanzó una edición para iPad, un canal de YouTube y una página de Facebook.

Harper's Bazaar Vietnam fue uno de los patrocinadores de la primera temporada de Project Runway Vietnam (Título Local: Nhà thiết kế thời trang Việt Nam).

## Idiomas
La revista es publicada actualmente en 38 países.
- Alemania (en alemán)
- Argentina (en español)
- Australia (en inglés)
- Brasil (en portugués)
- Bulgaria (en búlgaro)
- Canadá (en francés)
- Chile (en español)
- China (en chino simplificado)
- Colombia (en español)
- Corea del Sur (en inglés y coreano)
- Ecuador (en español)
- España (en español)[8]
- Estados Unidos (en inglés y español)
- Francia (en francés)
- Grecia (en griego)
- Hong Kong (en inglés y chino)
- India (en inglés)
- Indonesia (en inglés e indonesio)
- Japón (en japonés)
- Kazajistán (en ruso)
- Malasia (en inglés)
- México (en español)
- Países árabes (en árabe e inglés)
- Países Bajos (en neerlandés)
- Perú (en español)
- Polonia (en polaco)
- Reino Unido (en inglés)
- República Checa (en checo)
- Rumanía (en rumano)
- Rusia (en ruso)
- Singapur (en inglés, malayo y chino)
- Taiwán (en inglés y chino tradicional)
- Tailandia (en inglés y tailandés)
- Turquía (en turco)
- Ucrania (en ruso)
- Venezuela (en español)
- Vietnam (en vietnamita)